# Baksgewijs
Baksgewijs is een manier van indelen van de bemanning op een oorlogsschip, een schip van de marine. Deze indeling wordt ook bij de watertak van Scouting en de maritieme jeugdvereniging Zeekadetkorps gebruikt. Het woord is afgeleid van het woord bak, waarmee de voorkant van een schip bedoeld wordt.

## Marine
Bij baksgewijs worden de manschappen ingedeeld in een bak van minimaal zes tot ongeveer twintig man onder leiding van een "bakmeester", meestal een korporaal of een kwartiermeester. Lopen in een bak geschiedt in rotten (rijen) van drie. De mannen noemen elkaar onderling vaak “baksmaten”. Het was een systeem wat gebruikt werd om vaardigheden over te brengen en te disciplineren. Het grote belang van het baksgewijs werken werd ingezien door de toenmalige kapitein ter zee Jan Hendrik van Kinsbergen (1735-1819). Het systeem is al eeuwen in gebruik geweest en wordt anno 2023 nog steeds maandag morgen uitgevoerd. Een mooi voorbeeld is een artikel uit 1954 over het vliegdekschip de  Hr. Ms. Karel Doorman. Hierbij een citaat uit het blad:
"Er zijn echter plannen om Hr Ms Karel Doorman, die binnenkort op de helling gaat, van vaste kooien te voorzien en voor de maaltijden het Amerikaanse systeem in te voeren, waarbij aan de lopende band wordt opgediend in een soort cafetaria. Dit systeem zou een einde maken aan de aloude traditie van het "baksgewijs". De honderden manschappen en korporaals aan boord van de Doorman zijn namelijk verdeeld over meer dan zestig "bakken" die ook buiten dit verband kleine eenheden vormen in het grote geheel. Aan het hoofd van iedere bak staat de oudste korporaal als baksmeester en hun factotum is het zeuntje, een matroos , die telkens voor zes weken wordt aangesteld om het eten af te halen en over de borden te verdelen, het verblijf schoon te houden, voor het komaliewant (bestek en dergelijke) te zorgen en tal van andere karweitjes op te knappen."
De term baksgewijs wordt nog steeds veel gebruikt in de marine wereld. Zo is er een tijdschrift van Nederlandse vereniging van oud-militairen der Koninklijke Marine (NVOKM) dat Baksgewijs heet en een zeemanskoor dat "De Baksmaten" heet. Bij vlaggenparade treedt de bemanning van een schip "baksgewijs" aan.

## Scouting
Bij de watertak van Scouting worden de bakken meestal zodanig ingericht dat per bak een lelievlet kan worden bemand (m/v). De bak wordt geleid door een bootsman, die daarbij wordt geassisteerd door een kwartiermeester. De bootsman is degene die geacht wordt de kennis en vaardigheden over te dragen aan de baksmaten. Ook meisjes kunnen die functie vervullen, maar dan worden ze meestal bootsvrouwe genoemd. Het gaat er in deze rol om naast het spelen de baksmaten ook te leren zeilen, roeien, wrikken, knopen en op te leiden voor de zeildiploma's van de Commissie Watersport Opleidingen. De bak is ook verantwoordelijk voor het noodzakelijke onderhoud van de eigen vlet, dat 's winters en in het voorjaar op de wal aan de boot wordt gepleegd. 